# Сарілумаб
Сарілумаб (англ. Sarilumab) — людське моноклональне антитіло до інтерлейкіну-6. Сарілумаб розроблений сумісно компаніями Regeneron Pharmaceuticals і Sanofi, початково для лікування ревматоїдного артриту. Препарат схвалений FDA 22 травня 2017 року, а Європейським агентством з лікарських засобів 23 червня 2017 року.

## Фармакологічні властивості
Сарілумаб — напівсинтетичний лікарський препарат, який є людським моноклональним антитілом до інтерлейкіну-6. Механізм дії препарату полягає у зв'язуванні сарілумабу як із циркулюючими, так і розміщеними на поверхні клітин рецепторами до інтерлейкіну-6, що призводить до зниження вироблення білків гострої фази запалення; а також пригнічує інтерлейкін-6-опосередковану передачу сигналу як із залученням сигнального білка глікопротеїну-130 (gp130), так і STAT-3 білків (трансдукторів сигналів та активаторів транскрипції-3). При застосуванні сарілумабу спостерігається зменшення симптомів запалення, у тому числі зменшення запалення синовіальної оболонки суглобів, зменшення деструкції кісток; зниження лабораторних показників гострого запалення, а саме зменшення кількості нейтрофілів та зниження кількості C-реактивного білка. Сарілумаб застосовується для лікування ревматоїдного артриту помірної або високої активності в дорослих, переважно в комбінації з метотрексатом, причому при застосуванні препарату спостерігалось швидке (у середньому за 2 тижні) зменшення симптомів ревматоїдного артриту при меншій, ніж при застосуванні інших подібних препаратів, кількості побічних ефектів.

### Фармакокінетика
Сарілумаб повільно всмоктується та розподіляється в організмі як після підшкірного застосування, біодоступність препарату становить 80 %. Максимальна концентрація сарілумабу в крові встановлюється ппротягом 2—4 діб. Метаболізується препарат у клітинах ретикулоендотеліальної системи протеазами. Шляхи виведення препарату вивчені не до кінця, висловлено припущення про два ймовірних шляхи виведення — лінійний при високій концентрації препарату, та нелінійний при низькій концентрації препарату. Термінальний період напіввиведення сарілумабу складає від 8 до 10 днів, у термінальній стадії складає 2—4 доби.

## Показання до застосування
Сарілумаб застосовується при ревматоїдному артриті у комбінації з метотрексатом при помірній або високій активності хвороби в дорослих.

## Побічна дія
При застосуванні сарілумабу побічні ефекти спостерігаються рідше, ніж при застосуванні інших моноклональних антитіл, найчастішими з яких є нейтропенія, тромбоцитопенія, інфекції верхніх дихальних шляхів, сечових шляхів та герпетичні інфекції, підвищення активності ферментів печінки, підвищення рівня ліпідів у крові, реакції в місці ін'єкцій.

## Протипоказання
Сарілумаб протипоказаний до застосування при підвищеній чутливості до препарату, у дитячому та підлітковому віці. Препарат не рекомендований до застосування при вагітності та годуванні грудьми.

## Форми випуску
Сарілумаб випускається у вигляді шприца-ручки по 150 і 200 мг.

## Експериментальне застосування
У березні 2020 року повідомлено, що проводяться клінічні дослідження щодо ефективності сарілумабу при коронавірусній хворобі 2019. Проходить клінічне рандомізоване подвійне сліпе плацебо-контрольоване дослідження фази 2/3. Наприкінці квітня 2020 року внесено зміни до фази 3 цього дослідження, оцінку дії сарілумабу проведуть у пацієнтів з коронавірусною хворобою 2019 у критичних станах (тобто тих, хто потребує ШВЛ або оксигенації з високим потоком або інтенсивної терапії). Поточна частина випробування фази 3, яка продовжує розширюватися, наразі включає понад 600 пацієнтів із критичним станом. Пацієнти в ході дослідження отримували або високу дозу сарілумабу (0,4 г), або нижчу дозу (0,2 г), або плацебо. За попередніми результатами, показано, що сарілумаб швидко знижує рівень С-реактивного білку (СРБ) відповідно поставленим клінічним завданням дизайну дослідження. Кінцеві результати дослідження планується отримати до червня 2020 року
Зрештою французька компанія Sanofi відмовилася від подальших випробувань сарілумаба (Kevzara), який вважався перспективним для лікування тяжких форм коронавірусної хвороби 2019, після отримання негативних результатів III фази міжнародних випробувань препарату. Ця фаза проводилася поза територією США і показала, що препарат не забезпечив головних цілей дослідження і не покращував перебіг хвороби. У дослідженні взяли участь 420 пацієнтів в Аргентини, Бразилії, Російської федерації та Іспанії. Кінцеві докладні результати дослідження будуть оприлюднені до кінця 2020 року.
7 січня 2021 року опубліковано попередній висновок досліджень у програмі Remap-Cap (рандомізована вбудована багатофакторна адаптивна платформа для позалікарняної пневмонії), в якій беруть участь понад 3900 пацієнтів з коронавірусною хворобою 2019 у 15 країнах світу. Результати свідчать, що тоцилізумаб і сарілумаб здатні зменшити відносний ризик смерті осіб, які перебувають у реанімації, на 24 %. У той час як лікарняна летальність становила 35,8 % (142/397) для пацієнтів, яким надавали стандартну допомогу, вона становила 28,0 % (98/350) для тоцилізумабу та 22,2 % (10/45) для сарілумабу. Поєднання результатів для двох препаратів призвело до редукції лікарняної летальності на 27,3 % (108/395) — падіння абсолютного ризику смерті на 8,5 відсоткових пунктів або відносне зниження на 24 % — порівняно з групою, яка мала стандартний догляд. Перебування хворих у відділенні реанімації скоротилося на 10 днів.